# Perezgil
Perezgil es uno de los personajes principales de Barrio Sésamo, la primera coproducción española de Sesame Street en la que por primera vez se presentaron personajes creados en España al 50 % con los personajes y segmentos creados por Jim Henson para la serie estadounidense de CTW (Children Televisión Workshop) en el programa diario que se emitió por TVE-1 entre 1979 y 1980. 
Perezgil, al igual que su compañera La Gallina Caponata, fueron diseñados por Enrique Nicanor, director de la primera serie de TVE. Lola Salvador, guionista del programa creó el perfil y personalidad del personaje. Duncan Kenworthy y Lou Horne de CTW fueron los asesores del proceso y la serie.

## Personalidad del personaje
Perezgil fue manipulado e interpretado por el actor Jesús Alcaide y era un personaje con aires intelectuales, amante de la lectura, filósofo, escritor y poeta que sabía explicar todo lo que la gallina Caponata, y todos los niños del barrio Sésamo (que era Malasaña) pudiesen preguntar. Perezgil era primo de Kermit que en España se llamó "la rana Gustavo". Ágil de mente, Perejil se movía despacio y carecía de piernas, al ser un molusco.